# Diplocentrus actun
Espèce
Diplocentrus actun est une espèce de scorpions de la famille des Diplocentridae.

## Distribution
Cette espèce est endémique du Yucatán au Mexique. Elle se rencontre à Opichén vers Calcehtok dans la grotte Actun Xpukil.

## Description
La femelle holotype mesure 37,90 mm.

## Étymologie
Son nom d'espèce lui a été donné en référence au lieu de sa découverte, une grotte.

## Publication originale
- Armas & Palacios-Vargas, 2002 : Nuevo Diplocentrus troglobio de Yucatan, Mexico (Scorpiones: Diplocentridae). Solenodon, vol. 2, p. 6-10 (texte intégral).